# Neurofarmakologia
Neurofarmakologia – dyscyplina naukowa zajmująca się badaniem wpływu leków na funkcje komórkowe w układzie nerwowym oraz na mechanizmy neuronalne, poprzez które leki wpływają na zachowanie.
Istnieją dwie główne gałęzie neurofarmakologii: behawioralna i molekularna. Neurofarmakologia behawioralna koncentruje się na badaniu wpływu leków na zachowanie człowieka (neuropsychofarmakologia), w tym na badaniu zależności uzależnienia od narkotyków i działania ludzkiego mózgu. Neurofarmakologia molekularna obejmuje badanie neuronów i ich neurochemicznych interakcji, z ogólnym celem opracowania leków, które mają korzystny wpływ na funkcje neurologiczne. Oba te pola są ze sobą ściśle powiązane, ponieważ oba dotyczą interakcji neuroprzekaźników, neuropeptydów, neurohormonów, neuromodulatorów, enzymów, symportów, kanałów jonowych i białek receptorowych w ośrodkowym i obwodowym układzie nerwowym. Studiując te interakcje, badacze opracowują leki do leczenia wielu różnych zaburzeń neurologicznych, w tym bólu, chorób neurodegeneracyjnych, takich jak choroba Parkinsona i choroba Alzheimera, zaburzenia psychiczne, uzależnienie i wiele innych.